# 北岬沖海戦
北岬沖海戦（きたみさきおきかいせん、Battle of North Cape）は、第二次世界大戦中の1943年12月26日に発生したドイツ海軍とイギリス海軍との間で戦われた海戦である。ノール岬沖海戦やノール岬海戦とも。北岬とはノルウェーの最北端に近い岬の英語名の和訳で、一般にノールカップと呼ばれる。

## 背景
1942年年末のレーゲンボーゲン作戦の失敗により、ドイツ海軍水上部隊には外洋での艦隊決戦はおろか、局地的な襲撃作戦にも十分な戦力を有していないことが明らかとなった。この事態を受けて総統アドルフ・ヒトラーは海軍主力をUボートへ全面的に切り替え、大型艦を全て解体させる命令を発令した。これに抗議した海軍総司令官エーリヒ・レーダー元帥が辞職し、後任の総司令官にはUボート部隊を指揮していたカール・デーニッツ提督が任ぜられ、元帥にも昇進したが、デーニッツは潜水艦畑の人間でありながら残存艦艇にはいまだ戦略的価値があると見ていた。まず1943年2月8日、主力艦を浮き砲台として扱うことを提案し即時解体を押しとどめることに成功、次いで2月26日、ヴォルフスシャンツェでヒトラーに直訴することによって主力艦の廃艦計画を全面的に撤回させた。オスカー・クメッツ大将指揮する戦艦ティルピッツ、戦艦シャルンホルストを主力とした戦闘群は北ノルウェーに配置され、イギリスからソ連へ向かう護送船団を襲撃する任務を課せられた。
その後襲撃に適した船団が北極海を通過することはなかったが、9月6日にティルピッツ、シャルンホルスト、駆逐艦9隻と陸軍第345擲弾兵連隊を基幹とした戦闘団（一個大隊規模）がスピッツベルゲン島にある連合軍の基地を攻撃して砲台、物資集積所や各種施設の破壊に成功し貴重な勝利を飾った。しかし喜びもつかの間9月22日に英海軍は特殊潜航艇X艇を投入、船底に2000kgもの爆薬を仕掛けられ、ティルピッツは航行不能となった。残る北ノルウェーの行動可能な主力艦はシャルンホルスト1隻となった。
11月に入りクメッツ大将は病気療養で艦を去った。戦闘群の指揮はエーリヒ・バイ少将が引き継いだ。唯一生き残った大型艦であるシャルンホルストをいかに投入するかについては、ドイツ海軍内でも検討が行われていたが、積極的な戦場投入を望む声はなかった。なぜなら冬が近づくにつれ短くなる一方の日照時間と悪天候を考え合わせると、海戦は薄明または暗闇の状況下行われる可能性が高く、戦艦の巨砲は特に遠距離では命中率が激減し、逆に数にまさるイギリス海軍の軽艦艇は闇を活かし中近距離まで接近して雷撃を仕掛けてくることが予想されたからである。さらに他方面での戦局悪化から偵察任務を担い、かつ協同して攻撃にもあたる航空機、Uボート部隊が相次いで引き抜かれ、11月17日にはそれまで戦闘群に配属されていた駆逐艦9隻のうち4隻が南へ移動させられてしまった。12月19日にデーニッツはヒトラーへの報告の中で、成功の見込みあればシャルンホルストを中心とした艦隊で船団攻撃を行う旨を述べている。しかし実際のところは、自艦隊の戦力も敵情把握も援護兵力も何もかも不十分なまま海戦を始めようとしていたのである。

## 海戦前夜
1943年12月20日にソ連へ向かうJW55B船団がスコットランドのロッホ・ユー泊地を、12月22日に英本土へ戻るRA55A船団がムルマンスクを出航した。RA55A船団には船団内に駆逐艦2隻、コルベット4隻、さらに距離をおいて駆逐艦ミルンを旗艦として駆逐艦6隻が護衛につき、JW55B船団には船団内に駆逐艦2隻、コルベット3隻、そして距離を置いて駆逐艦オンズローを旗艦として駆逐艦8隻が護衛についた。さらに船団が通過する海域全体で行動し、間接的に護衛を行う目的で二個艦隊が出撃していた。R・L・バーネット中将が率いるフォース1は重巡洋艦ノーフォーク、軽巡洋艦ベルファスト、シェフィールドで構成されていた。本国艦隊司令長官ブルース・フレーザー大将が直率するフォース2はイギリスの各艦隊の中でも最強の兵力を誇り、戦艦デューク・オブ・ヨーク、軽巡洋艦ジャマイカ、駆逐艦4隻（サヴェージ、ソーマレス、スコーピオン、ストルド）で構成されていた。
12月22日1045時、気象観測をおこなっていたドイツ空軍機が偶然にJW55B船団を発見した。次いで12月23日1125時にも同船団を再発見する。しかしこれ以降天候は悪化し十分な偵察が困難になり始める。上述のように真冬の極地では砲撃戦に適した日照はほとんど望めず、気象条件は駆逐艦の行動を危ぶませるほどひどくなりつつあった。この状況下、実戦部隊の最高指揮官である艦隊司令長官オットー・シュニーヴィント大将は慎重論に傾き、シャルンホルストは出撃させず、攻撃は駆逐艦隊のみで行うべきであると主張したが、12月25日デーニッツはバイ少将に対し、シャルンホルストを主力とした戦闘群全力による敵船団攻撃を命令した。作戦名はオストフロント（東部戦線）。同日1900時、シャルンホルストと駆逐艦Z29、Z30、Z33、Z34、Z38がアルタ・フィヨルドから出撃した。
シャルンホルストの出撃は26日明け方にはフレーザー大将の知るところとなった。これに対し、バイ少将はイギリス海軍の二艦隊について何ら知らされることはなかった。

## 海戦経過

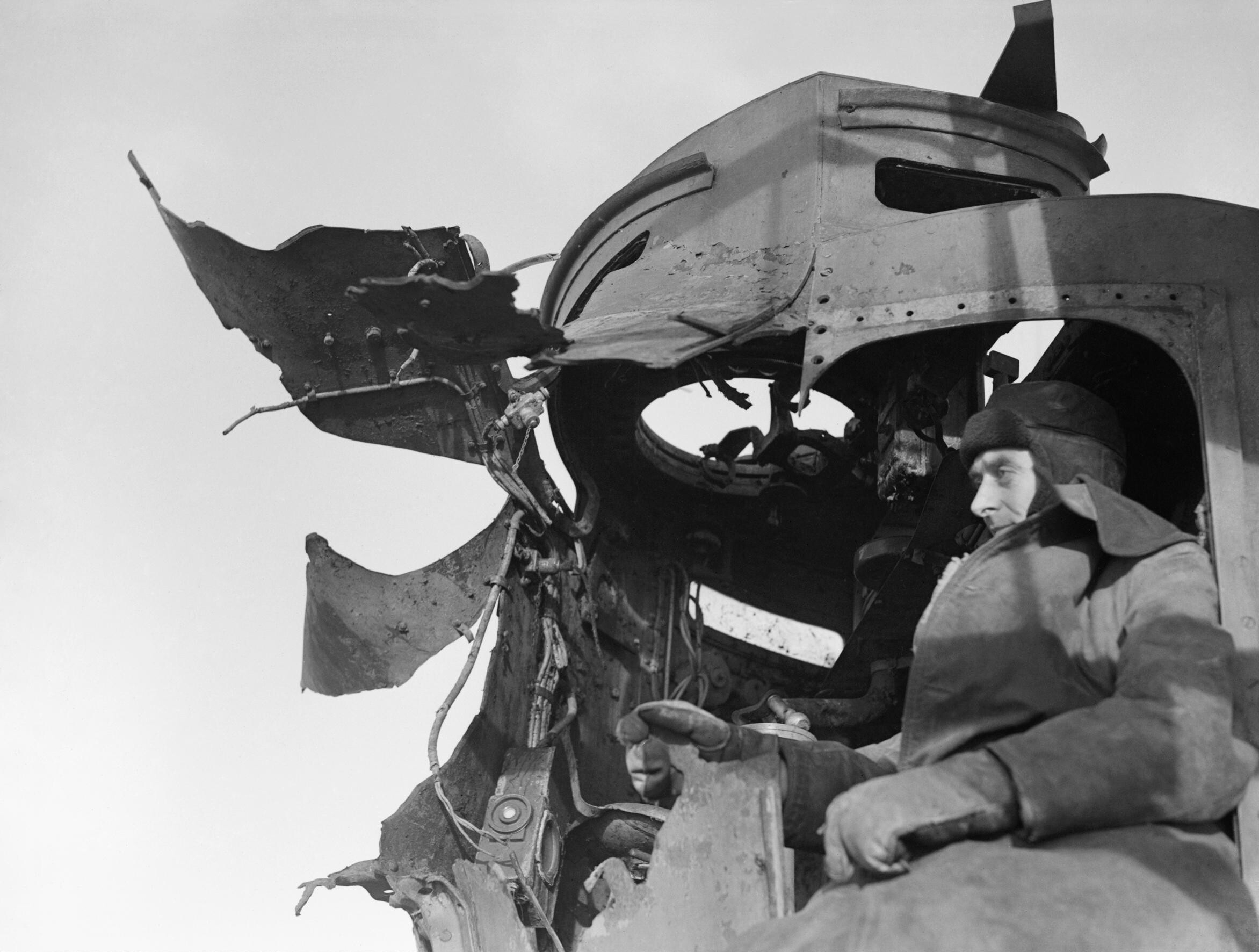
シャルンホルストの28cm砲弾が貫通した「ソーマレス（HMS Saumarez）」の写真。

12月26日0730時、出撃後北進を続けてきたバイ少将は、イギリス船団の北側に回りこんだと判断し麾下の駆逐艦五隻を南西に向けて散開させた。実際はフレーザー大将の命令によりJW55B船団は更に北西方を航行中であり、この命令は独駆逐艦隊を遊兵化し、シャルンホルストを全くの孤立状態に追い込むこととなった。0830時、ドイツ艦隊出撃の報を聞いて西進してきたフォース1の各艦のレーダーにシャルンホルストの艦影が捉えられた。一方でシャルンホルスト側のレーダーは逆探を警戒して作動させておらず、英巡洋艦隊は0926時、12,000mにまで距離を詰めた上で射撃を開始することができた。吹雪の中から砲撃してくる英巡洋艦に対し、シャルンホルストは応射しつつ高速で離脱を図った。このときの砲戦は15分程度で終了したが、シャルンホルストは数発の命中弾を受け、うち一弾がレーダーを使用不能にした。このため以後の戦闘では悪天候下での目視射撃を強いられ、また英艦隊の動きをつかむことが困難となり、単艦で行動していることもあって海戦の主導権はイギリス側に渡っていく。
戦闘開始早々にレーダーを破壊され探索能力に大きなハンディキャップを背負わされたシャルンホルストだが、バイ少将はなお船団攻撃を放棄せず駆逐艦隊を呼び戻しつつ艦を北進させた。一方バーネット中将のフォース1各艦は独戦艦の推定位置とJW55B船団の間に位置しつつ同じく北上、RA55A船団から第36駆逐隊の駆逐艦4隻も合流させ再襲撃に備えた。
1210時シェフィールドのレーダーがシャルンホルストを感知、フォース1は10,000mから砲撃を開始した。シャルンホルストは応戦し、ノーフォークに命中弾を与えて主砲塔とレーダーを破壊した。砲戦は二十分程度で終了したが、バイ少将は敵艦隊の中に戦艦がいると判断、作戦中止を決断し報告電を送りつつ南に転舵した。
1423時、バイ少将は駆逐艦隊にも帰港を命じた。ノルウェーへ向け南東へ航行を続けるシャルンホルストであったが、1650時、突如フォース2の戦艦デューク・オブ・ヨークからの砲撃を浴びた。英艦隊はそれより30分前からレーダーでシャルンホルストを捉えており、東進してきたフレーザー大将のフォース2はシャルンホルストの進路上に立ち塞がり、11,000mという戦艦の砲撃戦では至近といっていい距離まで目標を引き付けて砲撃を開始したのである。完全な奇襲を受けたシャルンホルストは慌てて回頭するも北への逃げ道は追走してきたフォース1に塞がれており、すぐに再転舵、出しうる最大速度で東へ向けて逃走を図った。このあと約一時間半にわたって逃走劇は続き、両艦隊は砲火を交えながら東へ疾走した。シャルンホルストは2基の副砲を使用不能にされ、デューク・オブ・ヨークもレーダーマストを吹き飛ばされた。
砲戦開始時には11,000mだった両艦隊の距離は1820時過ぎには約20,000m近くにまで開いていた。デューク・オブ・ヨークに付き従う軽巡ジャマイカは砲撃を中止し、シャルンホルストが逃げ切る可能性も出てきたその時、デューク・オブ・ヨークの14インチ砲弾がシャルンホルストに命中し、第一機関室を破壊した。それまで30ノット以上の高速で逃走していたシャルンホルストは一気に10ノット程度にまで速度が落ちた。ダメージコントロールは迅速で速度は22ノットまで回復したが、この間に距離を詰めてきた英駆逐艦ソーマレスら4隻がシャルンホルストからの砲撃に耐えながら雷撃を敢行、4本が命中した。再度足が止まったシャルンホルストに対してデューク・オブ・ヨーク以下は1901時から射撃を再開し、続けて巡洋艦・駆逐艦が雷撃を行った。主砲弾をほとんど撃ち尽くすまで戦ったシャルンホルストだったが、海戦を通じて13発の14インチ砲弾と多数の中小口径弾、そして11本以上の魚雷を浴び、1945時に沈没した。
冬の荒天と北海の低水温のため、シャルンホルストの乗員は1968名のうち36名が救助されたのみである。なお、英駆逐艦スコーピオンは、「シャルンホルストの艦長と司令官が重傷を負って浮いているのを発見したが、救助する間もなく沈んだ」と報告している。海戦後、フレーザー大将はデューク・オブ・ヨークにおいて、将校たちに「紳士諸君、シャルンホルストとの戦いは我々の勝利に終わった。私は君たちの誰かが、戦力が倍以上ちがう相手と戦うことを要求された時、艦をシャルンホルストと同じぐらい立派に指揮することを望む。」と訓示した。

## イギリス海軍の勝因
イギリス海軍がこの戦いに勝利したのは、シャルンホルストよりもはるかに強力なデューク・オブ・ヨークを有していた事にもよるのだが、単純な戦力差だけでの勝利ではなく、イギリスのレーダーシステムも勝利に貢献した要因として見逃すことができない。
マタパン岬沖海戦と並んで、勝敗を分けたのはレーダー装備の有無、レーダーの性能の差によるところが大きく、ドイツ海軍はついにこの差を埋めることができないまま水上艦の主力部隊を喪失する結果となった。

## 参加艦船

### ドイツ海軍[11]
- 戦闘群司令官エーリヒ・バイ少将
  - 戦艦「シャルンホルスト」（旗艦）
  - 第4駆逐隊：ヨハネソン大佐
    - 駆逐艦5隻
      - 「Z29」、「Z30」、「Z33」、「Z34」、「Z38」
- 支援Uボート部隊：在ナルヴィク・ノルウェー潜水艦部隊司令官ルドルフ・ペータース大佐麾下
  - 狼群「放浪医群」：Uボート7隻
    - 「U-277（英語版）」、「U-314（英語版）」、「U-354（英語版）」、「U-387（英語版）」、「U-601（英語版）」、「U-716（英語版）」、「U-957（英語版）」

### 連合国海軍[12]
- 本国艦隊司令長官ブルース・フレーザー大将
  - フォース1： ロバート・バーネット（英語版）中将
    - 重巡洋艦「ノーフォーク」
    - 軽巡洋艦「ベルファスト」（旗艦）、「シェフィールド」

  - フォース2：フレーザー大将直卒
    - 戦艦「デューク・オブ・ヨーク」（旗艦）
    - 軽巡洋艦「ジャマイカ」
    - 第36駆逐隊（JW55B船団に随伴し、状況に応じてフォース1およびフォース2と行動した）：フィッシャー中佐
      - 駆逐艦8隻
        - 第71小隊（「マスケティーア」、「マッチレス」）、第72小隊（「オポチューン（英語版）」、「ヴィラーゴ」）、第1小隊（「サヴェージ（英語版）」、「ソーマレス（英語版）」）、第2小隊（「スコーピオン（英語版）」、「ストルド（英語版）」（ノルウェー海軍））

  - JW55B船団（ロッホ・ユー（英語版）からムルマンスクへの往航船団）：メイトランド・バウチャー少将
    - 全航程近接護衛隊：F・J・S・ヒューイット少佐
      - 駆逐艦「ホワイトホール（英語版）」、「レスラー（英語版）」
      - 掃海艇「グリーナー（英語版）」
      - コルベット「ハニーサックル（英語版）」、「オクスリップ（英語版）」

    - 戦闘駆逐艦護衛隊：マッコイ大佐
      - 駆逐艦「オンズロー」、「ハイダ」（カナダ海軍）、「ヒューロン（英語版）」（同）、「イロコイ（英語版）」（同）、「インパルシヴ（英語版）」、「オンスロート（英語版）」、「オーウェル（英語版）」、「スカージ（英語版）」

    - 商船19隻

  - JW55A船団（ムルマンスクからロッホ・ユーへの復航船団）
    - 全航程近接護衛隊：エリス少佐
      - 掃海艇「シーガル（英語版）」
      - コルベット「アンデネス（英語版）」（ノルウェー海軍）、「ディアネラ（英語版）」、「ポピー（英語版）」

    - 戦闘駆逐艦護衛隊：キャンベル大佐
      - 駆逐艦「ミルン（英語版）」、「アシャンティ（英語版）」、「アサバスカン（英語版）」（カナダ海軍）、「ビーグル」、「ミーティア」、「ウェストコット（英語版）」

    - 商船22隻